# Vòng loại Giải vô địch bóng đá thế giới 1986 – Khu vực châu Đại Dương
Dưới đây là các ngày thi đấu và kết quả của vòng loại Giải vô địch bóng đá thế giới 1986 khu vực châu Đại Dương (OFC).
Có bốn đội tham dự vòng loại. Hai thành viên của OFC là Úc và New Zealand. Hai đội không phải thành viên OFC là Israel và Đài Loan (Trung Hoa Dân Quốc) tham gia vòng loại khu vực này. Israel tham dự  của OFC vì đã bị loại khỏi các giải đấu của AFC từ năm 1974, còn Đài Loan thì không thể thi đấu ở AFC do xung đột chính trị với Trung Quốc.
Vòng loại được tổ chức theo thể thức vòng tròn, mỗi đội thi đấu với ba đội còn lại hai lượt (lượt đi và lượt về), diễn ra từ tháng 9 đến tháng 11 năm 1985. Đội tuyển chiến thắng là Úc, đội đã giành quyền tham dự trận play-off liên lục địa giữa UEFA và OFC, gặp Scotland để tranh vé dự vòng chung kết. Tuy nhiên, Úc đã thất bại, đồng nghĩa với việc không có đội nào của OFC góp mặt ở vòng chung kết World Cup 1986 tại Mexico.

## Kết quả
| VT | Đội               | ST | T | H | B | BT | BB | HS  | Đ  | Giành quyền tham dự                            |     |     |     |     |     |
| -- | ----------------- | -- | - | - | - | -- | -- | --- | -- | ---------------------------------------------- | --- | --- | --- | --- | --- |
| 1  | Úc                | 6  | 4 | 2 | 0 | 20 | 2  | +18 | 10 | Giành quyền tham dự trận Play-off liên lục địa |     | —   | 1–1 | 2–0 | 8–0 |
| 2  | Israel            | 6  | 3 | 1 | 2 | 17 | 6  | +11 | 7  |                                                |     | 1–2 | —   | 3–0 | 5–0 |
| 3  | New Zealand       | 6  | 3 | 1 | 2 | 13 | 7  | +6  | 7  |                                                | 0–0 | 3–1 | —   | 5–0 |     |
| 4  | Đài Bắc Trung Hoa | 6  | 0 | 0 | 6 | 1  | 36 | −35 | 0  |                                                | 0–7 | 0–6 | 1–5 | —   |     |

## Trận đấu
| Đài Bắc Trung Hoa | 0–6 | Israel                                                 |
| ----------------- | --- | ------------------------------------------------------ |
|                   |     | - Turk 28', 35', 74' - Armeli 39' - Malmilian 53', 90' |

| Israel                                      | 5–0 | Đài Bắc Trung Hoa |
| ------------------------------------------- | --- | ----------------- |
| Cohen 7' · Armeli 18' · Ohana 56', 72', 79' |     |                   |

| New Zealand | 0–0 | Úc |
| ----------- | --- | -- |
|             |     |    |

| Đài Bắc Trung Hoa | 1–5 | New Zealand                                            |
| ----------------- | --- | ------------------------------------------------------ |
| Sing-an 41'       |     | - Edge 13' - Walker 25' - Sumner 31' (ph.đ.), 51', 89' |

| Israel     | 1–2 | Úc                         |
| ---------- | --- | -------------------------- |
| Armeli 65' |     | Mitchell 46' · Kosmina 50' |

| New Zealand                                           | 5–0 | Đài Bắc Trung Hoa |
| ----------------------------------------------------- | --- | ----------------- |
| Boath 19' · Turner 32', 76' · Walker 57', 65' (ph.đ.) |     |                   |

| Úc            | 1–1 | Israel    |
| ------------- | --- | --------- |
| Ratcliffe 32' |     | Cohen 47' |

| Đài Bắc Trung Hoa | 0–7 | Úc                                                                             |
| ----------------- | --- | ------------------------------------------------------------------------------ |
|                   |     | Dunn 2', 89' (ph.đ.) · Chiang 13' (l.n.) · Mitchell 57', 59', 87' · Arnold 68' |

| New Zealand                         | 3–1 | Israel     |
| ----------------------------------- | --- | ---------- |
| Rufer 3' · Dunford 30' · Walker 67' |     | Armeli 23' |

| Úc                                                                           | 8–0 | Đài Bắc Trung Hoa |
| ---------------------------------------------------------------------------- | --- | ----------------- |
| Odžakov 41', 56', 69' · Crino 52' · Kosmina 65' (ph.đ.), 72', 88' · Gray 89' |     |                   |

| Úc                         | 2–0 | New Zealand |
| -------------------------- | --- | ----------- |
| Kosmina 12' · Mitchell 48' |     |             |

| Israel                                | 3–0 | New Zealand |
| ------------------------------------- | --- | ----------- |
| Cohen 67' · Selecter 75' · Armeli 85' |     |             |

## Play-off liên lục địa
Đội thắng giải vòng loại khu vực OFC thi đấu với đội đứng nhì bảng 7 khu vực UEFA trong một trận play-off lượt đi và lượt về. Đội thắng ở loạt trận play-off này sẽ giành quyền tham dự Vòng chung kết Giải vô địch bóng đá thế giới 1986.
| Đội 1    | TTS | Đội 2 | Lượt đi | Lượt về |
| -------- | --- | ----- | ------- | ------- |
| Scotland | 2–0 | Úc    | 2–0     | 0–0     |

Scotland thắng với tổng tỷ số 8–2 và giành quyền tham dự Giải vô địch bóng đá thế giới 1986.

## Cầu thủ ghi bàn
5 bàn thắng
- John Kosmina
- Dave Mitchell
- Zahi Armeli

4 bàn thắng
- Colin Walker

3 bàn thắng
- Žarko Odžakov
- Eli Ohana
- Rifaat Turk
- Steve Sumner

2 bàn thắng
- Avi Cohen
- Uri Malmilian
- Grant Turner

1 bàn thắng
- Graham Arnold
- Oscar Crino
- Robbie Dunn
- Ian Gray
- David Ratcliffe
- Chen Sing-an
- Nissim Cohen
- Moshe Selecter
- Allan Boath
- Malcolm Dunford
- Declan Edge
- Wynton Rufer

1 bàn phản lưới nhà
- Chun Keui Chiang (trong trận gặp Úc)